# Sangiran
Sangiran è un sito archeologico situato sull'isola di Giava, in Indonesia. L'area di 48 km² si trova nella parte centrale dell'isola, circa 15 chilometri a nord di Surakarta, nella valle del fiume Bengawan Solo. Nel 1996 venne accettato come patrimonio dell'umanità dall'UNESCO.
Nel 1934 l'antropologo Gustav H. R. von Koenigswald iniziò ad esaminare l'area. Durante gli scavi degli anni successivi vennero ritrovati fossili del Pithecanthropus erectus ("Uomo di Giava", ora riclassificato come parte della specie Homo erectus). In tutto sono stati portati alla luce circa 60 fossili, tra cui quelli dell'enigmatico Meganthropus. La maggior parte degli antropologi ritiene che gli esseri umani moderni discendano dalle popolazioni africane di Homo ergaster, piuttosto che dalle popolazioni asiatiche rappresentate da questi fossili.